# Partido judicial de Igualada
El Partido judicial de Igualada es uno de los 49 partidos judiciales en los que se divide la comunidad autónoma de Cataluña, siendo el partido judicial n.º 7 de la provincia de Barcelona.
El ámbito territorial, que viene regulado por el Real Decreto 529/1983, de 9 de marzo,
comprende a las localidades de: Argensola, Bellprat, Bruch, Cabrera de Igualada, Calaf, Calonge de Segarra, Capellades, Carme, Castellfollit de Riubregós, Castellolí, Copóns, Els Hostalets de Pierola, Igualada, Jorba, La Llacuna, Montmaneu, Ódena, Orpí, Piera, La Pobla de Claramunt, Prats del Rey, Pujalt, Rubió, Salavinera, San Martín de Tous, San Martín Sasgayolas, Santa Margarita de Montbuy, Santa María de Miralles, Torre de Claramunt, Vallbona, Veciana y Vilanova del Camí.
La cabeza de partido y por tanto sede de las instituciones judiciales es Igualada. Cuenta con cinco Juzgados de Primera Instancia e Instrucción.